# Равна (област Монтана)
Вижте пояснителната страница за други значения на Равна.
Ра̀вна е село в Северозападна България. То се намира в община Чипровци, област Монтана.

## География
Село Равна се намира в планински район.

## История
Известно е в османски регистри още от 1530 г. В джизие дефтер на каза Берковица от 1665-66 г. е отбелязано като Равна-и-баля (Горна Равна) с 15 къщи. Жители на селото взимат участие в Чипровското въстание от 1688 година, а други участват и в борбата против фашизма и печелят медали.

## Културни и природни забележителности
В землището на селото се намира защитена местност „Равненско градище“.
Село Равна от всякъде е обвито с дъб, габър и бор, с криволичещ път из тясна живописна долина. Неповторима гледка. Малко и чаровно кътче от България.